# Raúl Montaña
Raúl Alexander Montaña Herrera (* 22. September 1971 in Bogotá) ist ein ehemaliger kolumbianischer Radrennfahrer.

## Sportliche Laufbahn
Montaña war im Straßenradsport aktiv. 1992 siegte er in der Vuelta de la Juventud de Colombia, 1993 in der Vuelta a Boyacá. Von 1994 bis 2002 war er Berufsfahrer. 1995, 1997 und 1998 siegte er im Etappenrennen Clásico RCN. Insgesamt holte er in der Rundfahrt acht Etappensiege. In der Vuelta a Colombia gewann er zwischen 1996 und 2000 insgesamt sieben Etappen, im Gran Premio del Cafe drei Etappen, 2001 in der Vuelta a Venezuela eine Etappe. 1995 gewann er die nationale Meisterschaft im Einzelzeitfahren, 1996 die Clásica de Girardot. 2000 gewann er das Straßenrennen der Männer bei den Panamerikanischen Meisterschaften. Im Gran Premio del Cafe wurde er 1995 Zweiter, 1994 Dritter. 
Den Giro d’Italia bestritt er dreimal. 1994 und 1995 kam er nicht ins Ziel. 2000 wurde er 65. 1996 startete er bei den Olympischen Sommerspielen in Atlanta. Im Einzelrennen schied er aus.